# マエストラ (テレビドラマ)
『マエストラ』（朝: 마에스트라）は、韓国のケーブルテレビ局tvNにて2023年12月9日から2024年1月14日まで放送されたテレビドラマ。主演はイ・ヨンエ、イ・ムセン、キム・ヨンジェ、ファン・ボルムビョル。
天才女性指揮者の秘密を巡って繰り広げられる音楽サスペンス。日本を含む世界ではディズニープラスで配信されている。

## あらすじ
世界的天才女性指揮者であるチャ・セウム（イ・ヨンエ）が没落した「漢江フィルハーモニー」の常任指揮者に就任するため、20年ぶりに韓国へ帰国。「漢江フィル」のメンバーの中にはセウムに嫌悪感を抱く者もいて、必ずしも歓迎される雰囲気ではなかった。しかし、セウムは世界で5%しかいない女性指揮者の一人であり、トップクラスの実力を持っていた為、誰もが実力を認めざるをなかった。セウムが就任後、コンマスに指名したのは最年少メンバーであったイ・ルナ（ファン・ボルムビョル）だった。コンマスは父の友人だったパク・ジェマン（イ・ジョンヨル）が務めていたが、ジェマンの高齢を理由にセウムはコンマスから辞退させた。
しかし、ルナをコンマスに指名したことに団員達は反発。セウムは「漢江フィル」楽団員に説得を試みるも拒否。そればかりか、セウムを無視して、勝手に練習を続けてしまう。憤怒したセウムは練習室のドアを叩き割り、一生落魄れたままのかと喝を入れる。「私と勝負をするのなら、音楽で勝負しなさい。」と言うセウムは演奏練習を再開するが、一人の男性が現れて…。

## 登場人物

### 主要人物
チャ・セウム
演 - イ・ヨンエ（若年期：ウ・ダビ）
40代女性。元ヴァイオリニストで、20年ぶりに韓国へ帰国し、解散寸前の「漢江フィルハーモニー」の常任指揮者に就任した世界的天才音楽家。大胆かつ毅然とした性格で観客を魅了させている。誰にも打ち明けられない秘密を抱えている。
ユ・ジョンジェ
演 - イ・ムセン
40代男性、セウムの元恋人。投資会社「UCフィナンシャル」会長。今もセウムに未練がある。
キム・ピル
演 - キム・ヨンジェ
40代男性、大学教授。「漢江フィルハーモニー」常任作曲家。セウムとはニューヨークで出会い、求婚の末に結婚。セウムが帰国したことに劣等感を感じている。
イ・ルナ
演 - ファン・ボルムビョル
20代女性、「漢江フィルハーモニー」の最年少楽団員。セウムからコンマスに指名された。

### 漢江フィルハーモニー
チョン・サンド
演 - パク・ホサン
40代男性、漢江フィルハーモニー代表理事。楽団の解散寸前にニューヨークにいたセウムを常任指揮者に抜擢したが、セウムと楽団員の衝突に心を痛める。
マ・ヨソプ
演 - ヤン・ジュンモ
40代男性、ティンパニ奏者。メンバー代表としてリーダーシップを発揮している。
キム・ボンジュ
演 - チン・ホウン
20代男性、オーボエ奏者。父は国会議員。
パク・ジェマン
演 - イ・ジョンヨル
60代男性、最年長メンバーであるコンマス。セウムの師匠で、ギベクと親交がある。一夜にして、セウムからコンマスの座を追われた。
イ・アジン
演 - イ・シウォン
30代女性、ホルン奏者。幼い頃から父の影響でホルンに慣れ親しんでいた。

### セウムの周辺人物
チャ・ギベク
演 - チョン・ドンファン
70代男性、セウムの父。温厚な性格。イタリアのヴァイオリン製作学校の韓国人初卒業生。今は楽器会社「セウム」社長。病気を患うジョンファを看病している。
ペ・ジョンファ
演 - イェ・スジョン
60代女性、セウムの母。元ヴァイオリニストで、セウムとは20年も会わなかった。
イ・ヘジョン
キム・ヨンア
40代女性、セウムの高校時代の親友。楽器会社「セウム」のマネージャー。

## 視聴率
| 2023年 | 2023年   | 2023年           | 2023年           | 2023年 |
| Ep     | 放送日   | AGB視聴率        | AGB視聴率        |        |
| Ep     | 放送日   | 大韓民国（全国） | ソウル（首都圏） |        |
| ------ | -------- | ---------------- | ---------------- | ------ |
| 第1話  | 12月9日  | 4.192%           | 4.546%           |        |
| 第2話  | 12月10日 | 4.844%           | 5.699%           |        |
| 第3話  | 12月16日 | 5.402%           | 6.013%           |        |
| 第4話  | 12月17日 | 6.01%            | 6.1%             |        |
| 第5話  | 12月23日 | 5.186%           | -                |        |
| 第6話  | 12月24日 | 5.275%           | -                |        |
| 第7話  | 12月30日 | 5.256%           | 6.2%             |        |
| 第8話  | 12月31日 | 4.978%           | -                |        |
| 2024年 |          |                  |                  |        |
| 第9話  | 1月6日   | 4.656%           | 4.893%           |        |
| 第10話 | 1月7日   | 5.421%           | 5.497%           |        |
| 第11話 | 1月13日  | 5.997%           | 6.746%           |        |
| 第12話 | 1月14日  | 6.748%           | 6.740%           |        |